# Campionato asiatico per club 2016 (femminile)
Il campionato asiatico per club 2016 si è svolto dal 3 all'11 settembre 2016 a Biñan, nelle Filippine: al torneo hanno partecipato dodici squadre di club asiatiche e oceaniane e la vittoria finale è andata per la prima volta alle NEC Red Rockets.

## Regolamento

### Formula
Le squadre hanno disputato una prima fase a gironi con formula del girone all'italiana: al termine della prima fase le prime due classificate del girone A e C hanno acceduto al girone E e le prime due classificate del girone B e D hanno acceduto al girone F, mentre l'ultima classificata del girone A e C ha acceduto al girone G e l'ultima classificata del girone B e D ha acceduto al girone H. Le squadre hanno disputato una seconda fase a gironi con formula del girone all'italiana, conservando i risultati degli scontri diretti; al termine della seconda fase:
- Le squadre del girone E e F hanno acceduto alla fase finale per il primo posto, strutturata in quarti di finale, semifinali, finale per il terzo posto e finale.
- Le quattro eliminate ai quarti di finale della fase finale per il primo posto hanno acceduto alla fase finale per il quinto posto, strutturata in semifinali, finale per il settimo posto e finale per il quinto posto.
- La prima classificata del girone G e H ha acceduto alla finale per il nono posto.
- L'ultima classificata del girone G e H ha acceduto alla finale per l'undicesimo posto.

### Criteri di classifica
Se il risultato finale è stato di 3-0 o 3-1 sono stati assegnati 3 punti alla squadra vincente e 0 a quella sconfitta, se il risultato finale è stato di 3-2 sono stati assegnati 2 punti alla squadra vincente e 1 a quella sconfitta.
L'ordine del posizionamento in classifica è stato definito in base a:
- Numero di partite vinte;
- Punti;
- Ratio dei set vinti/persi;
- Ratio dei punti realizzati/subiti;
- Risultati degli scontri diretti.

## Squadre partecipanti
| - Altay - Bangkok Glass - Bayi - Foton - Jakarta Elektrik PLN - NEC Red Rockets | - Kwai Tsing - Malaysia - April 25 Pyongyang - Taichung Bank - Sarmayeh Bank - Thông Post Bank |

## Torneo

### Prima fase
| Girone A        | Girone B           | Girone C             | Girone D      |
| --------------- | ------------------ | -------------------- | ------------- |
| Foton           | Bangkok Glass      | Altay                | Bayi          |
| Kwai Tsing      | April 25 Pyongyang | Jakarta Elektrik PLN | Malaysia      |
| Thông Post Bank | Sarmayeh Bank      | NEC Red Rockets      | Taichung Bank |

#### Girone A

##### Risultati
| 3 settembre 2016 Alonte Sports Arena, Biñan Durata: 1h:27 - Spettatori: 2 361 | Foton           | 3 - 0 | Kwai Tsing      | 25-20, 25-14, 25-10              |
| 4 settembre 2016 Alonte Sports Arena, Biñan Durata: 2h:13 - Spettatori: 2 386 | Thông Post Bank | 3 - 2 | Foton           | 25-18, 19-25, 20-25, 25-12, 15-8 |
| 5 settembre 2016 Alonte Sports Arena, Biñan Durata: 1h:44 - Spettatori: 122   | Kwai Tsing      | 1 - 3 | Thông Post Bank | 14-25, 25-23, 16-25, 18-25       |

##### Classifica
| Pos | Squadra         | Pt | G | V | P | SV | SP | Ratio | PF  | PS  | Ratio |
| --- | --------------- | -- | - | - | - | -- | -- | ----- | --- | --- | ----- |
| 1   | Thông Post Bank | 5  | 2 | 2 | 0 | 6  | 3  | 2.000 | 202 | 161 | 1.255 |
| 2   | Foton           | 4  | 2 | 1 | 1 | 5  | 3  | 1.667 | 163 | 148 | 1.101 |
| 3   | Kwai Tsing      | 0  | 2 | 0 | 2 | 1  | 6  | 0.167 | 117 | 173 | 0.676 |

#### Girone B

##### Risultati
| 3 settembre 2016 Alonte Sports Arena, Biñan Durata: 2h:07 - Spettatori: 654   | April 25 Pyongyang | 1 - 3 | Sarmayeh Bank      | 28-26, 24-26, 20-25, 20-25 |
| 4 settembre 2016 Alonte Sports Arena, Biñan Durata: 1h:41 - Spettatori: 1 415 | Bangkok Glass      | 3 - 1 | April 25 Pyongyang | 25-13, 25-10, 21-25, 25-16 |
| 5 settembre 2016 Alonte Sports Arena, Biñan Durata: 1h:19 - Spettatori: 468   | Sarmayeh Bank      | 0 - 3 | Bangkok Glass      | 17-25, 12-25, 15-25        |

##### Classifica
| Pos | Squadra            | Pt | G | V | P | SV | SP | Ratio | PF  | PS  | Ratio |
| --- | ------------------ | -- | - | - | - | -- | -- | ----- | --- | --- | ----- |
| 1   | Bangkok Glass      | 6  | 2 | 2 | 1 | 6  | 1  | 6.000 | 171 | 108 | 1.583 |
| 2   | Sarmayeh Bank      | 3  | 2 | 1 | 1 | 3  | 4  | 0.750 | 146 | 167 | 0.874 |
| 3   | April 25 Pyongyang | 0  | 2 | 0 | 2 | 2  | 6  | 0.333 | 156 | 198 | 0.788 |

#### Girone C

##### Risultati
| 3 settembre 2016 Alonte Sports Arena, Biñan Durata: 1h:21 - Spettatori: 1 449 | Jakarta Elektrik PLN | 0 - 3 | Altay                | 12-25, 17-25, 17-25 |
| 4 settembre 2016 Alonte Sports Arena, Biñan Durata: 1h:10 - Spettatori: 1 109 | NEC Red Rockets      | 3 - 0 | Jakarta Elektrik PLN | 25-16, 25-15, 25-17 |
| 5 settembre 2016 Alonte Sports Arena, Biñan Durata: 1h:30 - Spettatori: 655   | Altay                | 0 - 3 | NEC Red Rockets      | 16-25, 17-25, 19-25 |

##### Classifica
| Pos | Squadra              | Pt | G | V | P | SV | SP | Ratio | PF  | PS  | Ratio |
| --- | -------------------- | -- | - | - | - | -- | -- | ----- | --- | --- | ----- |
| 1   | NEC Red Rockets      | 6  | 2 | 2 | 0 | 6  | 0  | MAX   | 150 | 100 | 1.500 |
| 2   | Altay                | 3  | 2 | 1 | 1 | 3  | 3  | 1.000 | 127 | 121 | 1.050 |
| 3   | Jakarta Elektrik PLN | 0  | 2 | 0 | 2 | 0  | 6  | 0.000 | 94  | 150 | 0.627 |

#### Girone D

##### Risultati
| 3 settembre 2016 Alonte Sports Arena, Biñan Durata: 1h:07 - Spettatori: 710 | Taichung Bank | 3 - 0 | Malaysia | 25-15, 25-22, 25-21 |
| 4 settembre 2016 Alonte Sports Arena, Biñan Durata: 2h:00 - Spettatori: 632 | Taichung Bank | 0 - 3 | Bayi     | 12-25, 11-25, 19-25 |
| 5 settembre 2016 Alonte Sports Arena, Biñan Durata: 1h:08 - Spettatori: 433 | Bayi          | 3 - 0 | Malaysia | 25-10, 25-11, 25-18 |

##### Classifica
| Pos | Squadra       | Pt | G | V | P | SV | SP | Ratio | PF  | PS  | Ratio |
| --- | ------------- | -- | - | - | - | -- | -- | ----- | --- | --- | ----- |
| 1   | Bayi          | 6  | 2 | 2 | 0 | 6  | 0  | MAX   | 150 | 81  | 1.852 |
| 2   | Taichung Bank | 3  | 2 | 1 | 1 | 3  | 3  | 1.000 | 117 | 133 | 0.880 |
| 3   | Malaysia      | 0  | 2 | 0 | 2 | 0  | 6  | 0.000 | 97  | 150 | 0.647 |

### Seconda fase
| Girone E        | Girone F      | Girone G             | Girone H           |
| --------------- | ------------- | -------------------- | ------------------ |
| Altay           | Bangkok Glass | Jakarta Elektrik PLN | Malaysia           |
| Foton           | Bayi          | Kwai Tsing           | April 25 Pyongyang |
| NEC Red Rockets | Taichung Bank | -                    | -                  |
| Thông Post Bank | Sarmayeh Bank | -                    | -                  |

#### Girone E

##### Risultati
| 6 settembre 2016 Alonte Sports Arena, Biñan Durata: 1h:23 - Spettatori: 363   | Thông Post Bank | 0 - 3 | Altay           | 21-25, 16-25, 22-25 |
| 6 settembre 2016 Alonte Sports Arena, Biñan Durata: 1h:22 - Spettatori: 2 032 | NEC Red Rockets | 3 - 0 | Foton           | 25-13, 25-7, 25-15  |
| 7 settembre 2016 Alonte Sports Arena, Biñan Durata: 1h:41 - Spettatori: 1 562 | Foton           | 0 - 3 | Altay           | 25-27, 18-25, 21-25 |
| 7 settembre 2016 Alonte Sports Arena, Biñan Durata: 1h:14 - Spettatori: 264   | Thông Post Bank | 0 - 3 | NEC Red Rockets | 15-25, 19-25, 13-25 |

##### Classifica
| Pos | Squadra         | Pt | G | V | P | SV | SP | Ratio | PF  | PS  | Ratio |
| --- | --------------- | -- | - | - | - | -- | -- | ----- | --- | --- | ----- |
| 1   | NEC Red Rockets | 9  | 3 | 3 | 0 | 9  | 0  | MAX   | 225 | 134 | 1.679 |
| 2   | Altay           | 6  | 3 | 2 | 1 | 6  | 3  | 2.000 | 204 | 198 | 1.030 |
| 3   | Thông Post Bank | 2  | 3 | 1 | 2 | 3  | 8  | 0.375 | 210 | 238 | 0.882 |
| 4   | Foton           | 1  | 3 | 0 | 3 | 2  | 9  | 0.222 | 187 | 256 | 0.730 |

#### Girone F

##### Risultati
| 6 settembre 2016 Alonte Sports Arena, Biñan Durata: 1h:09 - Spettatori: 897   | Bangkok Glass | 3 - 0 | Taichung Bank | 25-18, 25-19, 25-14              |
| 6 settembre 2016 Alonte Sports Arena, Biñan Durata: 1h:14 - Spettatori: 1 023 | Bayi          | 3 - 0 | Sarmayeh Bank | 25-10, 25-10, 25-11              |
| 7 settembre 2016 Alonte Sports Arena, Biñan Durata: 1h:23 - Spettatori: 514   | Sarmayeh Bank | 3 - 0 | Taichung Bank | 25-14, 25-16, 25-12              |
| 7 settembre 2016 Alonte Sports Arena, Biñan Durata: 2h:07 - Spettatori: 825   | Bangkok Glass | 2 - 3 | Bayi          | 25-16, 20-25, 21-25, 25-20, 8-15 |

##### Classifica
| Pos | Squadra       | Pt | G | V | P | SV | SP | Ratio | PF  | PS  | Ratio |
| --- | ------------- | -- | - | - | - | -- | -- | ----- | --- | --- | ----- |
| 1   | Bayi          | 8  | 3 | 3 | 0 | 9  | 2  | 4.500 | 251 | 192 | 1.307 |
| 2   | Bangkok Glass | 7  | 3 | 2 | 1 | 8  | 3  | 2.667 | 249 | 176 | 1.415 |
| 3   | Sarmayeh Bank | 3  | 3 | 1 | 2 | 3  | 6  | 0.500 | 170 | 192 | 0.885 |
| 4   | Taichung Bank | 0  | 3 | 0 | 3 | 0  | 9  | 0.000 | 115 | 225 | 0.511 |

#### Girone G

##### Risultati
| 6 settembre 2016 Alonte Sports Arena, Biñan Durata: 1h:08 - Spettatori: 183 | Kwai Tsing | 0 - 3 | Jakarta Elektrik PLN | 12-25, 15-25, 12-25 |

##### Classifica
| Pos | Squadra              | Pt | G | V | P | SV | SP | Ratio | PF | PS | Ratio |
| --- | -------------------- | -- | - | - | - | -- | -- | ----- | -- | -- | ----- |
| 1   | Jakarta Elektrik PLN | 3  | 1 | 1 | 0 | 3  | 0  | MAX   | 75 | 39 | 1.923 |
| 2   | Kwai Tsing           | 0  | 1 | 0 | 1 | 0  | 3  | 0.000 | 39 | 75 | 0.520 |

#### Girone H

##### Risultati
| 7 settembre 2016 Alonte Sports Arena, Biñan Durata: 1h:02 - Spettatori: 194 | April 25 Pyongyang | 3 - 0 | Malaysia | 25-9, 25-14, 25-10 |

##### Classifica
| Pos | Squadra            | Pt | G | V | P | SV | SP | Ratio | PF | PS | Ratio |
| --- | ------------------ | -- | - | - | - | -- | -- | ----- | -- | -- | ----- |
| 1   | April 25 Pyongyang | 3  | 1 | 1 | 0 | 3  | 0  | MAX   | 75 | 33 | 2.272 |
| 2   | Malaysia           | 0  | 1 | 0 | 1 | 0  | 3  | 0.000 | 33 | 75 | 0.440 |

### Fase finale

#### Finale 1º e 3º posto
|  | Quarti          | Quarti        |                 |       | Semifinali         | Semifinali         |  |  | Finale 1º/2º posto | Finale 1º/2º posto |
|  |                 |               |                 |       |                    |                    |  |  |                    |                    |
|  |                 |               |                 |       |                    |                    |  |  |                    |                    |
|  |                 |               |                 |       |                    |                    |  |  |                    |                    |
|  | NEC Red Rockets | 3             |                 |       |                    |                    |  |  |                    |                    |
|  | NEC Red Rockets | 3             |                 |       |                    |                    |  |  |                    |                    |
|  | Taichung Bank   | 0             |                 |       |                    |                    |  |  |                    |                    |
|  | Taichung Bank   | 0             | NEC Red Rockets | 3     |                    |                    |  |  |                    |                    |
|  |                 |               | NEC Red Rockets | 3     |                    |                    |  |  |                    |                    |
|  |                 | Bangkok Glass | 2               |       |                    |                    |  |  |                    |                    |
|  | Bangkok Glass   | Bangkok Glass | 2               | 3     |                    |                    |  |  |                    |                    |
|  | Bangkok Glass   |               |                 | 3     |                    |                    |  |  |                    |                    |
|  | Thông Post Bank | 0             |                 |       |                    |                    |  |  |                    |                    |
|  | Thông Post Bank | 0             | NEC Red Rockets | 3     |                    |                    |  |  |                    |                    |
|  |                 |               | NEC Red Rockets | 3     |                    |                    |  |  |                    |                    |
|  |                 | Bayi          | 0               |       |                    |                    |  |  |                    |                    |
|  | Bayi            | Bayi          | 0               | 3     |                    |                    |  |  |                    |                    |
|  | Bayi            |               |                 | 3     |                    |                    |  |  |                    |                    |
|  | Foton           | 0             |                 |       |                    |                    |  |  |                    |                    |
|  | Foton           | 0             | Bayi            | 3     | Finale 3º/4º posto | Finale 3º/4º posto |  |  |                    |                    |
|  |                 |               | Bayi            | 3     | Finale 3º/4º posto | Finale 3º/4º posto |  |  |                    |                    |
|  |                 | Altay         | 1               |       |                    |                    |  |  |                    |                    |
|  | Altay           | Altay         | 1               | 3     | Bangkok Glass      | 3                  |  |  |                    |                    |
|  | Altay           |               |                 | 3     | Bangkok Glass      | 3                  |  |  |                    |                    |
|  | Sarmayeh Bank   | 1             |                 | Altay | 2                  |                    |  |  |                    |                    |
|  | Sarmayeh Bank   | 1             |                 |       | 2                  |                    |  |  |                    |                    |
|  |                 |               |                 |       |                    |                    |  |  |                    |                    |
|  |                 |               |                 |       |                    |                    |  |  |                    |                    |

##### Quarti di finale
| 9 settembre 2016 Alonte Sports Arena, Biñan Durata: 1h:09 - Spettatori: 269   | NEC Red Rockets | 3 - 0 | Taichung Bank   | 25-6, 25-23, 25-13         |
| 9 settembre 2016 Alonte Sports Arena, Biñan Durata: 1h:35 - Spettatori: 1 493 | Bayi            | 3 - 0 | Foton           | 25-16, 25-18, 25-14        |
| 9 settembre 2016 Alonte Sports Arena, Biñan Durata: 2h:05 - Spettatori: 815   | Altay           | 3 - 1 | Sarmayeh Bank   | 20-25, 25-15, 25-23, 25-14 |
| 9 settembre 2016 Alonte Sports Arena, Biñan Durata: 1h:25 - Spettatori: 502   | Bangkok Glass   | 3 - 0 | Thông Post Bank | 25-17, 25-18, 25-15        |

##### Semifinali
| 10 settembre 2016 Alonte Sports Arena, Biñan Durata: 1h:44 - Spettatori: 1 194 | Bayi            | 3 - 1 | Altay         | 25-20, 12-25, 25-12, 25-23       |
| 10 settembre 2016 Alonte Sports Arena, Biñan Durata: 2h:05 - Spettatori: 1 171 | NEC Red Rockets | 3 - 2 | Bangkok Glass | 22-25, 25-19, 21-25, 25-20, 15-7 |

##### Finale 3º posto
| 11 settembre 2016 Alonte Sports Arena, Biñan Durata: 2h:07 - Spettatori: 2 427 | Bangkok Glass | 3 - 2 | Altay | 22-25, 23-25, 25-19, 25-21, 15-6 |

##### Finale
| 11 settembre 2016 Alonte Sports Arena, Biñan Durata: 1h:55 - Spettatori: 3 545 | Bayi | 0 - 3 | NEC Red Rockets | 23-25, 19-25, 21-25 |

#### Finale 5º e 7º posto
|  | Semifinali      | Semifinali      | Semifinali    |               |                 | Finale 5º/6º posto | Finale 5º/6º posto | Finale 5º/6º posto |  |
|  |                 |                 |               |               |                 |                    |                    |                    |  |
|  | Taichung Bank   | Taichung Bank   | 0             |               |                 |                    |                    |                    |  |
|  | Taichung Bank   | Taichung Bank   | 0             |               |                 |                    |                    |                    |  |
|  | Thông Post Bank | Thông Post Bank | 3             |               |                 |                    |                    |                    |  |
|  | Thông Post Bank | Thông Post Bank | 3             |               | Thông Post Bank | Thông Post Bank    | 0                  |                    |  |
|  |                 |                 |               |               | Thông Post Bank | Thông Post Bank    | 0                  |                    |  |
|  |                 |                 | Sarmayeh Bank | Sarmayeh Bank | 3               |                    |                    |                    |  |
|  | Foton           | Foton           | Sarmayeh Bank | Sarmayeh Bank | 3               | 1                  |                    |                    |  |
|  | Foton           | Foton           |               |               |                 | 1                  |                    |                    |  |
|  | Sarmayeh Bank   | Sarmayeh Bank   | 3             |               |                 | Finale 7º/8º posto | Finale 7º/8º posto | Finale 7º/8º posto |  |
|  | Sarmayeh Bank   | Sarmayeh Bank   | 3             |               |                 |                    |                    |                    |  |
|  |                 |                 |               |               |                 |                    |                    |                    |  |
|  |                 |                 |               |               |                 | Foton              | Foton              | 3                  |  |
|  |                 |                 |               |               |                 | Foton              | Foton              | 3                  |  |
|  |                 |                 |               |               |                 | Taichung Bank      | Taichung Bank      | 0                  |  |

##### Semifinali
| 10 settembre 2016 Alonte Sports Arena, Biñan Durata: 1h:53 - Spettatori: 1 867 | Foton         | 1 - 3 | Sarmayeh Bank   | 18-25, 21-25, 25-12, 22-25 |
| 10 settembre 2016 Alonte Sports Arena, Biñan Durata: 1h:09 - Spettatori: 376   | Taichung Bank | 0 - 3 | Thông Post Bank | 14-25, 15-25, 14-25        |

##### Finale 7º posto
| 11 settembre 2016 Alonte Sports Arena, Biñan Durata: 1h:33 - Spettatori: 1 734 | Foton | 3 - 0 | Taichung Bank | 25-17, 30-28, 25-23 |

##### Finale 5º posto
| 11 settembre 2016 Alonte Sports Arena, Biñan Durata: 1h:30 - Spettatori: 549 | Thông Post Bank | 0 - 3 | Sarmayeh Bank | 23-25, 17-25, 23-25 |

#### Finale 9º posto
| 10 settembre 2016 Alonte Sports Arena, Biñan Durata: 1h:44 - Spettatori: 130 | Jakarta Elektrik PLN | 1 - 3 | April 25 Pyongyang | 25-21, 13-25, 9-25, 21-25 |

#### Finale 11º posto
| 9 settembre 2016 Alonte Sports Arena, Biñan Durata: 1h:58 - Spettatori: 135 | Kwai Tsing | 3 - 1 | Malaysia | 23-25, 25-18, 26-24, 25-19 |

## Classifica finale
| Pos | Squadre              | Qualificazione                    |
| --- | -------------------- | --------------------------------- |
|     | NEC Red Rockets      | Campionato mondiale per club 2017 |
|     | Bayi                 |                                   |
|     | Bangkok Glass        |                                   |
| 4   | Altay                |                                   |
| 5   | Sarmayeh Bank        |                                   |
| 6   | Thông Post Bank      |                                   |
| 7   | Foton                |                                   |
| 8   | Taichung Bank        |                                   |
| 9   | April 25 Pyongyang   |                                   |
| 10  | Jakarta Elektrik PLN |                                   |
| 11  | Kwai Tsing           |                                   |
| 12  | Malaysia             |                                   |

## Premi individuali
| Premio                 | Nome                | Squadra         |
| ---------------------- | ------------------- | --------------- |
| MVP                    | Sarina Koga         | NEC Red Rockets |
| Miglior palleggiatrice | Pornpun Guedpard    | Bangkok Glass   |
| Miglior opposto        | Mizuki Yanagita     | NEC Red Rockets |
| Miglior schiacciatrice | Wilavan Apinyapong  | Bangkok Glass   |
| Miglior schiacciatrice | Liu Yanhan          | Bayi            |
| Miglior centrale       | Kana Ōno            | NEC Red Rockets |
| Miglior centrale       | Pleumjit Thinkaow   | Bangkok Glass   |
| Miglior libero         | Tikamporn Changkeaw | Bangkok Glass   |